# Pure Heroine
《Pure Heroine》은 뉴질랜드의 가수이자 송라이터인 로드의 첫 정규 음반이다. 2013년 9월 27일 유니버설, 라바 그리고 리퍼블릭 레코드를 통하여 발매되었다. 몇몇 송라이터와의 작업에 대한 불협화음이 있은 후, A&R이었던 스콧 매클라클런은 조엘 리틀과 같이 협업할 수 있도록 해주었고, 리틀은 로드와 함께 음반을 작업하였다. 녹음은 오클랜드에 위치한 골든 에이지 스튜디어에서 하였다. 《Pure Heroine》은 드림 팝, 일렉트로니카, 일렉트로팝 장르에 효과음 등이 많이 들어가지 않은 단순함과 낮은 음의 베이스, 프로그래밍된 듯한 비트가 들어간 음반으로 묘사되고 있다.
《Pure Heroine》은 음악 평론가들로부터 전반적으로 긍정적인 평가를 받았고, 그들 중 많은 사람들이 작사 및 작곡, 프로듀싱 그리고 로드의 보컬에 극찬을 보냈다. 일부 비평가들이 연말에 선정하는 올해 최고의 음반 리스트에도 선정되었으며, 제56회 그래미 어워드에서 그래미 어워드 최우수 팝 보컬 음반 후보에 올랐다. 청소년과 주류 문화를 비판하면서 물질주의, 명성, 소비자 문화, 사회적 지위 등의 주제를 다루어, 현재의 대중음악에 미치는 파급력이나 영향력 그리고 현대 아티스트들에 대한 도전을 한 음반으로도 잘 알려져 있다.
로드는 이 음반의 리드 싱글인 〈Royals〉를 먼저 발매하여 비평과 상업성을 모두 잡았으며, 이후 차례로 〈Tennis Court〉, 〈Team〉, 〈Glory and Gore〉를 싱글 컷하였다. 《Pure Heroine》은 빌보드 200 차트에 3위로 데뷔하여 12만 9천 장 음반 판매고와 맞먹는 성적을 올렸고, 다른 12곳의 차트에서도 1위를 차지하였다. 또한 음반 자체의 판매량도 2014년에 가장 많이 팔린 음반 중 하나에 속할 정도로 많이 팔렸다. 영국에서는 플래티넘, 캐나다에서는 더블 플래티넘, 호주와 미국에서는 트리플 플래티넘 인증을 받았으며, 전 세계적으로 300만 장이 넘게 판매됐다.

## 배경
로드가 13살일 때, 유니버설 뮤직 그룹에서 매니저로 일하고 있었던 스콧 매클라클런과 계약을 체결하였다. 그리고 이듬해부터 유니버설과 함께 자신의 소리와 예술가적인 비전을 개발하였다. 매클라클런은 로드에게 송라이터들을 붙여주면서 작업 능력을 향상시킬 수 있도록 도와주었지만, 번번이 실패하였다. 매클라클런은 히트쿼터스에서 "근본적으로 로드는 자신의 음악을 스스로 만들 것이란 것은 이해하였지만, 그 음악의 제작을 위해 뒤에서 도와줄 누군가가 필요했었다"고 언급하였다. 로드는 13살 내지 14살 때부터 기타로 음악을 만들기 시작하였다. 그리고 여러 번의 착오 끝에 뉴질랜드의 작가 겸 프로듀서였던 조엘 리틀을 2011년 12월에 만나게 되었다. 두 사람의 작업 관계는 거의 합이 잘 맞았고, 둘의 첫 결과물이자 로드의 첫 익스텐디드 플레이(EP)였던 《The Love Club EP》는 음악 평론가들로부터 스카이 페레이라, 플로렌스 앤 더 머신, 라나 델 레이, 그라임스와 같은 여성 얼터너티브 팝 아티스트들에 비유하며 찬사를 보냈다. 상업적으로도 뉴질랜드 차트 1위에 올랐고, 호주에서는 2위에 오르고 35만 장의 판매고로 5번의 플래티넘 인증을 받았으며, 미국의 빌보드 200 차트에서 23위까지 올랐다.
《Pure Heroine》의 작업을 시작하기 전에 로드는 자신의 데뷔 음반이 "화합"이 되는 음반이 되는 것을 의도했다고 말했다. 《The Love Club EP》과 같이 《Pure Heroine》도 작고 값비싼 장비 하나 없는 오클랜드의 골든 에이지 스튜디오에서 프로듀서 조엘 리틀과 함께 녹음하였고, 이를 완성하기까지 1년이 채 걸리지 않았다. 처음에 로드와 리틀은 A&R이었던 스콧 매클라클런에게 데모로 되어 있는 걸 들려주었고, 노래에 대해 계속 논의하면서 의견을 교환하고, 수용하여 여러 측면에서 노래를 수정하였다. 이후 로드는 당시 남자친구였던 제임스 로에게 무언가를 공유하던 것이 음반 대부분의 가사에 영감을 주었다고 말하면서 가사를 보여주었다. 《Pure Heroine》의 녹음은 로드와 리틀이 감독하였으며, 매클라클런은 이 부분에 대해 짧게 설명하면서 "로드가 로를 위해 만들었던 대부분의 음악은 결국 음반에 수록되게 되었다"고 말했다. 로드는 자신만의 음악을 쓰고 싶어했으며, 음반에 들어갈 곡들을 리틀과 함께 작업하였다. 최종적으로 확정된 트랙 리스트에는 총 10곡이 수록되어 있었는데, 7곡에서 8곡 정도는 수록되지 못하였다. 하지만 둘은 음반의 절반이 그저 "트랙을 채워놓기 위한 재료"라면 음반의 가치가 떨어지는 것 같아 10곡으로 확정하였다.

## 음악과 가사
《Pure Heroine》에서의 로드의 보컬은 그 소리의 넓은 폭과 파워풀한 전달력으로 주목을 받았다.

## 트랙 리스트
표시된 부분을 제외하고 모든 트랙은 로드와 조엘 리틀이 작곡 및 작사를 하고 리틀이 프로듀싱하였다.
| #            | 제목                                                     | 재생 시간 |
| ------------ | -------------------------------------------------------- | --------- |
| 1.           | 〈Tennis Court〉                                         | 3:18      |
| 2.           | 〈400 Lux〉                                              | 3:54      |
| 3.           | 〈Royals〉                                               | 3:10      |
| 4.           | 〈Ribs〉                                                 | 4:18      |
| 5.           | 〈Buzzcut Season〉                                       | 4:06      |
| 6.           | 〈Team〉 (프로듀서s: Little, Yelich-O'Connor[a])         | 3:13      |
| 7.           | 〈Glory and Gore〉                                       | 3:30      |
| 8.           | 〈Still Sane〉                                           | 3:08      |
| 9.           | 〈White Teeth Teens〉                                    | 3:36      |
| 10.          | 〈A World Alone〉 (프로듀서: Little, Yelich-O'Connor[a]) | 4:54      |
| 총 재생 시간 | 총 재생 시간                                             | 37:08     |

| #   | 제목                                            | 재생 시간 |
| --- | ----------------------------------------------- | --------- |
| 11. | 〈Bravado〉                                     | 3:41      |
| 12. | 〈Swingin Party〉 (작곡 및 작사: 폴 웨스터버그) | 3:42      |
| 13. | 〈Bravado〉 (Fffrrannno 리믹스)                 | 3:43      |

| #            | 제목                                         | 재생 시간 |
| ------------ | -------------------------------------------- | --------- |
| 11.          | 〈No Better〉                                | 2:50      |
| 12.          | 〈Bravado〉                                  | 3:41      |
| 13.          | 〈Million Dollar Bills〉                     | 2:18      |
| 14.          | 〈The Love Club〉                            | 3:21      |
| 15.          | 〈Biting Down〉                              | 3:33      |
| 16.          | 〈Swingin Party〉 (작곡 및 작사: 웨스터버그) | 3:42      |
| 총 재생 시간 | 총 재생 시간                                 | 56:44     |

### 내용주
1. ↑  화이트, 에밀리 (2014년 12월 9일). “The Year in Rock 2014: Lorde Reigns”. 《빌보드》. 2016년 8월 13일에 확인함.
2. 1 2 3  “Interview with Scott MacLachlan”. 히트쿼터스. 2014년 1월 21일. 2019년 2월 22일에 원본 문서에서 보존된 문서. 2014년 1월 22일에 확인함.
3. 1 2  화이트, 케이틀린 (2013년 5월 21일). “Taking Flight: 16-Year-Old Ella Yelich-O’Connor vs. Lorde, Popstar”. 피전스 앤 플레인스. 2013년 8월 18일에 확인함.
화이트, 케이틀린 (2013년 10월 5일). “NZ newest pop star”. 톰 카디. 2013년 11월 8일에 확인함.
4. ↑  크리스토퍼 몽거, 제임스. “The Love Club EP – Lorde”. 올뮤직. 2013년 9월 7일에 확인함.
5. ↑  “ARIA Singles Chart – 02/09/2013”. 오스트레일리아 음반 인증 협회. 2013년 9월 21일에 원본 문서에서 보존된 문서. 2013년 9월 8일에 확인함.
6. ↑  “Lorde – Chart history: Billboard 200”. 《빌보드》. 프로메테우스 글로벌 미디어. 2017년 7월 31일에 원본 문서에서 보존된 문서. 2019년 12월 25일에 확인함.
콜필드, 키스 (2013년 8월 16일). “Chart Moves: Lorde's 'Love' Rises, Cody Simpson Surges, the Supremes Return to Billboard 200”. 《빌보드》. 2014년 5월 26일에 원본 문서에서 보존된 문서. 2013년 8월 19일에 확인함.
7. ↑  라이언, 샬럿 (2012년 5월 2일). “Lorde: Behind the success story (+audio)”. 뉴질랜드 헤럴드. 2020년 10월 28일에 확인함.
8. 1 2 3 4  “A&R, Record Label / Company, Music Publishing, Artist Manager and Music Industry Directory”. Hitquarters.com. 2019년 2월 22일에 원본 문서에서 보존된 문서. 2014년 3월 10일에 확인함.
9. ↑  맨, 에피 (2014년 1월 6일). “Five life lessons from Tavi's interview with Lorde”. Dailylife.com.au. 2015년 2월 5일에 원본 문서에서 보존된 문서. 2014년 3월 10일에 확인함.
10. ↑  모스맨, 케이트 (2013년 11월 24일). “Lorde: 'People have treated me like a fascinating toy'”. 《가디언》. 2014년 3월 10일에 확인함.
11. ↑  소데이, 에반 (2013년 10월 10일). “Lorde: Pure Heroine”. 《팝매터스》. 2014년 11월 4일에 원본 문서에서 보존된 문서. 2013년 12월 16일에 확인함.
12. ↑  립슈츠, 제이슨 (2013년 9월 25일). “Lorde, 'Pure Heroine': Track-By-Track Review”. 《빌보드》. 2013년 9월 26일에 확인함.
13. ↑  “ピュア･ロイン Lorde” [Pure Heroine Lorde] (일본어). Tower Records. 2014년 1월 9일에 확인함.
14. ↑  “Pure Heroine (Extended)”. iTunes Store. 2013년 12월 13일. 2013년 12월 14일에 확인함.